# Dirk Gently (série télévisée)
Pour l’œuvre originale et le personnage, voir Dirk Gently. Pour la deuxième série télévisée, voir Dirk Gently, détective holistique (série télévisée).
Dirk Gently est une série télévisée britannique en quatre épisodes de 60 minutes créée par Howard Overman, inspirée des romans éponymes de Douglas Adams et de son personnage Dirk Gently, dont le pilote a été diffusé le 16 décembre 2010 et les trois épisodes suivants du 5 au 19 mars 2012 sur BBC Four.
Cette série est inédite dans tous les pays francophones.
Une deuxième série ayant pour titre Dirk Gently, détective holistique a été produite en 2016 

## Synopsis
Dirk Gently est un détective privé minable, soi-disant holistique, embarqué dans diverses enquêtes absurdes aux côtés de son assistant Richard MacDuff.

## Distribution
- Stephen Mangan : Dirk Gently
- Darren Boyd : Richard, l’assistant de Dirk
- Helen Baxendale : Susan, la compagne de Richard

## Production
En mai 2012, l’acteur Stephen Mangan annonce l’arrêt de la série.

## Épisodes
1. Pilote (16 décembre 2010)
2. Épisode 1 (5 mars 2012)
3. Épisode 2 (12 mars 2012)
4. Épisode 3 (19 mars 2012)